# Eugene List
Eugene List (6 juillet 1918 - 1er mars 1985) est un pianiste de concert et professeur de piano américain.

## Débuts
Eugene List est né à Philadelphie, en Pennsylvanie. Il a suivi ses années de formation à Los Angeles, où son père Louis List (à l'origine Lisnitzer) était professeur de langues dans le Los Angeles Unified School District et sa mère, Rose, pharmacienne. Louis Lisnitzer avait immigré en Amérique depuis Odessa, en Ukraine, et s'était installé à Philadelphie, où il avait rencontré et épousé Rose, dont la famille était également originaire de la même région. En 1937, Louis décide officiellement de changer son nom et celui de sa famille en "List". La famille déménage rapidement en Californie.
Montrant un talent musical précoce, le jeune Eugène étudie avec Julius V. Seyler qui voit rapidement en lui un élève surdoué dont les dons musicaux étaient frappants. Il se produit en 1929, à l'âge de 12 ans, avec l' Orchestre philharmonique de Los Angeles sous la direction d'Artur Rodziński, dans le 3e Concerto pour piano de Beethoven. Rodziński lui recommande alors d'aller à Philadelphie pour étudier avec la célèbre enseignante Olga Samaroff. En 1932, elle accepte comme élève le jeune List avec beaucoup d'enthousiasme. Trop jeune pour la Juilliard School, List étudie d'abord au Philadelphia Conservatory sous la tutelle de Samaroff, puis est admis quelques années plus tard à Juilliard à New York.
Au cours de sa deuxième année avec Madame Samaroff à Philadelphie (1934), List participe et remporte le concours annuel de piano de Philadelphie, lui donnant l'opportunité de se produire avec le célèbre orchestre de Philadelphie. Bien qu'il ait prévu d'interpréter le Concerto pour piano de Schumann en la mineur, List se voit confier le défi le plus étonnant de sa carrière :  six semaines avant le concert prévu, Léopold Stokowski lui demande de jouer la première du Concerto pour piano no 1 de Chostakovitch qu'il vient de recevoir d'Union soviétique. List accepte le défi et apprend le nouveau concerto dans un délai de six semaines.

## Carrière de concertiste
À l'âge de seize ans, la carrière officielle de concertiste d'Eugene List débute donc en décembre 1934 à l' Académie de musique de Philadelphie. Bien que soumis à un grand stress, il livre une performance éblouissante du concerto et reçoit des critiques élogieuses. Il est déclaré comme prodige et artiste accompli presque immédiatement. La performance de List en tant que jeune Américain qui a relevé le défi de Stokowski l'a élevé au rang de star, un statut qui lui restera pour le reste de sa carrière de cinquante ans. En tant que seul pianiste en Amérique à connaître le Concerto pour piano no 1 de Chostakovitch, il reçoit de nombreuses autres invitations à se produire avec de grands orchestres américains, dont le New York Philharmonic sous la direction d' Otto Klemperer. Son statut de célébrité s'étend sur quatre continents, dont l'Europe, l'Amérique du Sud et l'Asie. Aux États-Unis, il se produit avec la plupart des grands orchestres, chefs d'orchestre et grands ensembles de chambre du pays. La personnalité de List était connue pour être agréable et sans prétention, des qualités rares dans le monde du classique. Tout le monde l'aimait. Les chefs d'orchestre, les compositeurs, les collègues, les étudiants et même les présidents appréciaient son attitude modeste, son intelligence et son esprit vif.

### La Seconde Guerre mondiale
En décembre 1941, après l'attaque de Pearl Harbor, List précède l'appel et s'engage dans l'armée, demandant seulement à être autorisé à terminer la saison, puisqu'il était déjà programmé sur plusieurs dates de concerts. En mars 1942, l'armée affecte List, âgé de 26 ans, au port d'embarquement de New York, à Brooklyn, où il occupe un emploi de bureau comme dactylo. En 1943, il épouse à New York la célèbre violoniste Carroll Glenn, qu'il avait rencontrée à Juilliard. Comme son mari, Glenn était un prodige. Elle avait déjà remporté le prestigieux Concours de Naumburg, qui lui avait permis de faire ses débuts à New York et aidé à lancer son illustre carrière. List est bientôt affecté aux services spéciaux, poste qu'il souhaitait intégrer depuis son engagement. Il donne à cette période des concerts dans la région de New York, où tous ses honoraires vont aux secours d'urgence de l'armée. En 1945, il est envoyé outre-Atlantique avec d'autres artistes enrôlés. Il se retrouve dans la banlieue parisienne de Chatou, où il rejoint un groupe de GI de talent, dont Mickey Rooney, le violoniste Stuart Canin, le danseur moderne José Limón, Bobby Breen et Josh Logan. Quelque temps plus tard, Canin et List reçoivent l'ordre de monter un orchestre, formation qui deviendra finalement le célèbre orchestre symphonique de la septième armée. En juin 1945, Canin et List sont envoyés à Potsdam, en Allemagne, où ils doivent jouer pour le président et son équipe à la conférence de Potsdam. Bientôt, ils apprennent que leur auditoire est constitué du président Harry S. Truman, de Joseph Staline et de Winston Churchill, ainsi que leurs équipes à la conférence des «Big Three». Les deux musiciens se produisent pour le président et les membres de la conférence pendant les semaines suivantes, le président Truman tournant même les pages de List quand on lui demande de jouer la valse de Chopin en la bémol, op. 42, œuvre qu'il n'avait pas apprise par cœur. Les deux musiciens sont alors stupéfaits par les gros titres des journaux et le statut de célébrités qu'ils ont acquis. List devient alors rapidement connu sous le nom de «pianiste des présidents» ou de «pianiste de Potsdam». Il se produit à plusieurs occasions à la Maison Blanche, la dernière fois en 1980 pour le président et Mme. Carter,.

### Carrière d'après-guerre
La carrière de concert d'après-guerre de List s'est épanouie, lui valant même un rôle dans un film, The Bachelor Daughter,.

En 1946, il forme un duo piano-violon avec sa femme Carroll Glenn tout en menant sa propre carrière.
En 1964, lui et son épouse ont rejoint la faculté de l'Eastman School of Music de Rochester, New York. Les deux enseignent à Rochester jusqu'en 1975 avant de retourner à New York, où Glenn enseigne le violon au Queens College et à la Manhattan School of Music. List a rejoint la faculté de NYU  en tant qu'enseignant à temps partiel, et pendant deux ans - 1983-1985 - voyage en avion deux fois par mois pour enseigner à Carnegie Mellon à Pittsburgh. À l'instar de son ancienne enseignante Olga Samaroff, List a aidé ses élèves à créer leur propre sonorité et fournir leur interprétation tant que cela était conforme à la partition et aux intentions du compositeur. Il a stimulé leur imagination et les a exhortés à explorer le vaste répertoire de piano. En plus de son plaidoyer pour jouer et enregistrer de la musique américaine, List a également enregistré le Concerto de Carlos Chávez sous la direction du compositeur. En 1975, il enregistre les deux concertos de Chostakovitch en Russie, sous la direction du fils du compositeur, Maxime. Le grand intérêt de List pour la musique de Louis Moreau Gottschalk l'a conduit à recréer les Monster Concerts du compositeur, où il a fait jouer sur scène de nombreux pianos et pianistes. List a recréé les Monster Concerts à Eastman en 1970. Ils ont été télévisés sur The Ed Sullivan Show avec 10 pianos, neuf étudiants pianistes et List. Il a poursuivi le programme des Monster Concert dans les années 1970 et au début des années 1980, avec notamment une représentation à l'UCLA en collaboration avec Henri Temianka et quelque 36 pianistes, et une représentation au Brooklyn College en 1980 en collaboration avec les étudiants d'Agustin Anievas.

## Décès
En avril 1983, le combat antérieur de Carroll Glenn contre le cancer revient soudainement. Quelques jours plus tard, elle tombe dans le coma. Au même moment, List devait interpréter le Concerto de Vincent Persichetti au Carnegie Hall. Le lendemain matin, après le concert du Carnegie Hall, Carroll Glenn décède. Seulement deux ans plus tard, le 1er mars 1985, alors qu'il était à la maison en train de planifier son propre concert du 50e anniversaire à Carnegie Hall, List tombe accidentellement dans l'escalier de sa maison New Yorkaise et est tué. Une autopsie révèlera qu'il est mort sur le coup d'une fracture du cou. Au cours de leur mariage de quarante-deux ans, Eugene List et Carroll Glenn ont élevé deux filles, Rachel et Allison, tout en poursuivant activement leurs carrières respectives de concert et d'enseignement.

## Remarques
1. ↑  « Pianist Eugene List, 66, Dies in New York », Los Angeles Times,‎ 5 mars 1985, p. 2 (Metro section) :« Born in Philadelphia July 6, 1918, List grew up in the Los Angeles area... »
2. ↑  « Minuet in Potsdam », Time,‎ 30 juillet 1945 (lire en ligne, consulté le 6 septembre 2008)
3. 1 2  « Court Pianist », Time,‎ 22 avril 1946 (lire en ligne, consulté le 6 septembre 2008)
4. ↑  « THE SCREEN; At the Gotham », The New York Times,‎ 7 octobre 1946 (lire en ligne, consulté le 20 mai 2011)
5. ↑  « Monster Rally », Time,‎ 14 mai 1979 (lire en ligne, consulté le 6 septembre 2008)